# Spodolepis danbyi
Spodolepis danbyi är en fjärilsart som beskrevs av George Duryea Hulst 1898. Spodolepis danbyi ingår i släktet Spodolepis och familjen mätare. Inga underarter finns listade i Catalogue of Life.